# Infinity Ward
- マイクロソフト > アクティビジョン・ブリザード > アクティビジョン > Infinity Ward
- Xbox > Xbox Game Studios > Infinity Ward

Infinity Ward（インフィニティ・ウォード）は、アメリカ合衆国のカリフォルニア州ロサンゼルスのエンシノにあるゲームソフトウェア開発会社。

## 概要
2002年、『メダル・オブ・オナー アライドアサルト』を開発した2015, Inc.の元社員22人が設立。2015, Inc.から独立した理由は制作に当たって「英雄」を描かせようとした社と、「一兵士」を描きたかった『メダル・オブ・オナー』チームとの間で対立が起きたためだという。2003年、アクティビジョンに買収された。『コール オブ デューティシリーズ』の第一作を開発して、その後も何作か開発を担当している。現在は100人ほどの社員が働いている。
2010年、アクティビジョンはInfinity Wardのジェイソン・ウェスト社長兼共同CCOと創設者の一人であるヴィンス・ザンペラCEOを解雇。『CoD:MW2』のヒットに伴う報酬を巡る争いが原因と言われている。これに対してウェストとザンペラはゲームスタジオRespawn Entertainmentを設立、40名を超える開発者が移籍した。2011年発売のコール オブ デューティ モダン・ウォーフェア3はSledgehammer Games及びRaven Softwareと共同で制作された。この問題はエレクトロニック・アーツを巻き込んだ訴訟にまで発展したが、関係者全員の間で和解が成立した。2018年にRespawn Entertainmentから3名の開発者が復帰したことが明らかになった。
2023年10月13日、親会社のアクティビジョン・ブリザードがマイクロソフトに買収されたため同社およびXbox Game Studiosの1つとなる。

## 開発作品
| 発売年 | タイトル                                                       | 機種                                                                       | 備考                           |
| ------ | -------------------------------------------------------------- | -------------------------------------------------------------------------- | ------------------------------ |
| 2003年 | コール オブ デューティ                                         | Microsoft Windows、Xbox 360、PlayStation 3、Mac OS X、N-Gage               |                                |
| 2005年 | コール オブ デューティ 2                                       | Microsoft Windows、Xbox 360、Mac OS X                                      |                                |
| 2007年 | コール オブ デューティ4 モダン・ウォーフェア                   | Microsoft Windows、Xbox 360、PlayStation 3、Wii, ニンテンドーDS、Mac OS X  |                                |
| 2009年 | コール オブ デューティ モダン・ウォーフェア2                   | Microsoft Windows、Xbox 360、PlayStation 3                                 |                                |
| 2011年 | コール オブ デューティ モダン・ウォーフェア3                   | Microsoft Windows、Xbox 360、PlayStation 3、Wii、ニンテンドーDS            | Sledgehammer Gamesと共同開発。 |
| 2013年 | コール オブ デューティ ゴースト                                | Microsoft Windows、Xbox 360、Xbox One、PlayStation 3、PlayStation 4、Wii U |                                |
| 2016年 | コール オブ デューティ インフィニット・ウォーフェア            | Microsoft Windows、Xbox One、PlayStation 4                                 |                                |
| 2019年 | コール オブ デューティ モダン・ウォーフェア (2019年のゲーム)   | Microsoft Windows、Xbox One、PlayStation 4                                 |                                |
| 2020年 | コール オブ デューティ ウォーゾーン                            | Microsoft Windows、Xbox One、PlayStation 4                                 | Raven Softwareと共同開発。     |
| 2022年 | コール オブ デューティ モダン・ウォーフェアII (2022年のゲーム) | Microsoft Windows、Xbox One、Xbox X/S、PlayStation 4、PlayStation 5        |                                |
| 2022年 | コール オブ デューティ ウォーゾーン (2022年のゲーム)           | Microsoft Windows、Xbox One、Xbox X/S、PlayStation 4、PlayStation 5        | Raven Softwareと共同開発。     |

## 支援
| 発売年 | タイトル                                                        | 機種                                                                | 備考                       |
| ------ | --------------------------------------------------------------- | ------------------------------------------------------------------- | -------------------------- |
| 2017年 | コール オブ デューティ ワールドウォーII                         | Microsoft Windows、Xbox One、PlayStation 4                          | Sledgehammer Gamesを支援。 |
| 2023年 | コール オブ デューティ モダン・ウォーフェアIII (2023年のゲーム) | Microsoft Windows、Xbox One、Xbox X/S、PlayStation 4、PlayStation 5 | Sledgehammer Gamesを支援。 |
| 2024年 | コール オブ デューティ ブラックオプス 6                         | Microsoft Windows、Xbox One、Xbox X/S、PlayStation 4、PlayStation 5 | Treyarchを支援。           |